# Rutledge Wood
Rutledge Wood (nacido el 22 de abril de 1980 en Birmingham, Estados Unidos) es un analista de carreras de autos y trabaja actualmente para el Speed Channel
Wood fue, junto con Adam Ferrara y Tanner Foust, uno de los tres conductores de la versión estadounidense del programa Top Gear, transmitido por History Channel desde el 21 de noviembre de 2010 hasta su cancelación en 2016. Hasta 2013 fue también conductor del programa Nascar Trackside, dedicado a la cobertura de la NASCAR. En 2007 fue el anfitrión del reality showSpeed Road Tour Challenge. En 2013 ganó la Carrera de Celebridades de Long Beach de Toyota.

## Carrera
- Inicia en NASCAR Raceday en el canal SPEED junto a John Roberts y Kyle Petty
- Analista de NASCAR RaceDay.[5]
- Presentador de Speed Road Tour Challenge en 2007.
- Copresentador de Top Gear versión americana.[6]

Ganó el 2013 Long Beach Toyota Celebrity Race con Adam Corolla ganando la categoría Pro.